# Блейн (Вашингтон)
Блейн (англ. Blaine) — місто (англ. city) в США, в окрузі Вотком штату Вашингтон. Населення — 5884 особи (2020).

## Географія
Блейн розташований за координатами 48°59′6″ пн. ш. 122°44′42″ зх. д. / 48.98500° пн. ш. 122.74500° зх. д. (48.984936, -122.744986).  За даними Бюро перепису населення США у 2010 році місто мало площу 21,83 км², з яких 14,57 км² — суходіл та 7,26 км² — водойми.

### Клімат
| Клімат : Блейн          | Клімат : Блейн | Клімат : Блейн | Клімат : Блейн | Клімат : Блейн | Клімат : Блейн | Клімат : Блейн | Клімат : Блейн | Клімат : Блейн | Клімат : Блейн | Клімат : Блейн | Клімат : Блейн | Клімат : Блейн | Клімат : Блейн |
| Показник                | Січ.           | Лют.           | Бер.           | Квіт.          | Трав.          | Черв.          | Лип.           | Серп.          | Вер.           | Жовт.          | Лист.          | Груд.          | Рік            |
| Абсолютний максимум, °C | 16,1           | 20,0           | 22,2           | 26,7           | 29,4           | 33,3           | 33,3           | 33,3           | 30,0           | 25,6           | 18,3           | 16,7           | 33,3           |
| Середній максимум, °C   | 6,1            | 8,9            | 11,1           | 14,4           | 17,8           | 20,6           | 22,2           | 22,2           | 19,4           | 14,4           | 9,4            | 6,1            | 14,4           |
| Середній мінімум, °C    | −1,1           | 0,0            | 1,1            | 3,3            | 6,1            | 8,9            | 10,6           | 10,6           | 7,8            | 4,4            | 1,7            | −0,6           | 4,4            |
| Абсолютний мінімум, °C  | −18,3          | −18,3          | −11,7          | −5,6           | −3,3           | 1,7            | 2,8            | 2,8            | −2,2           | −7,2           | −14,4          | −18,3          | −18,3          |
| Норма опадів, мм        | 135            | 107            | 92             | 72             | 66             | 54             | 38             | 38             | 49             | 95             | 160            | 147            | 1053           |
| ----------------------- | -------------- | -------------- | -------------- | -------------- | -------------- | -------------- | -------------- | -------------- | -------------- | -------------- | -------------- | -------------- | -------------- |
| Джерело:                |                |                |                |                |                |                |                |                |                |                |                |                |                |

## Демографія
Згідно з переписом 2010 року, у місті мешкали 4684 особи в 1994 домогосподарствах у складі 1291 родини. Густота населення становила 215 осіб/км².  Було 2346 помешкань (107/км²).
Расовий склад населення:
| - 86,5 % — білих - 5,1 % — азіатів - 1,4 % — чорних або афроамериканців - 1,3 % — вихідців з тихоокеанських островів - 0,9 % — корінних американців |

До двох чи більше рас належало 4,2 %. Частка іспаномовних становила 5,0 % від усіх жителів.
За віковим діапазоном населення розподілялося таким чином: 21,4 % — особи молодші 18 років, 59,5 % — особи у віці 18—64 років, 19,1 % — особи у віці 65 років та старші. Медіана віку мешканця становила 44,3 року. На 100 осіб жіночої статі у місті припадало 96,6 чоловіка;  на 100 жінок у віці від 18 років та старших — 92,5 чоловіка також старших 18 років.
Середній дохід на одне домашнє господарство  становив 77 908 доларів США (медіана — 59 464), а середній дохід на одну сім'ю — 100 981 долар (медіана — 86 624). Медіана доходів становила 58 382 долари для чоловіків та 45 441 долар для жінок. За межею бідності перебувало 7,0 % осіб, у тому числі 10,4 % дітей у віці до 18 років та 6,9 % осіб у віці 65 років та старших.
Цивільне працевлаштоване населення становило 2052 особи. Основні галузі зайнятості: виробництво — 23,1 %, освіта, охорона здоров'я та соціальна допомога — 17,3 %, науковці, спеціалісти, менеджери — 15,6 %.